# Megeuptychia hermessa
Megeuptychia hermessa är en fjärilsart som beskrevs av Jacob Hübner 1816. Megeuptychia hermessa ingår i släktet Megeuptychia och familjen praktfjärilar. Inga underarter finns listade i Catalogue of Life.